# Giovanni IV di Alessandria (calcedoniano)
Papa Giovanni IV (... – 579), è stato papa e patriarca greco-ortodosso di Alessandria e di tutta l'Africa tra il 569 e il 579.
Fu consacrato a Costantinopoli dal patriarca ecumenico Giovanni nel 569 e morì dieci anni più tardi.